# Frayre de Joy e Sor de Plaser
Frayre de Joy e Sor de Plaser es un relato anónimo del siglo XIV, compuesto en verso en idioma occitano con posibles influencias catalanas. La trama del relato prefigura el cuento de la Bella durmiente.

## Trama
Sor de Plaser ("hermana de placer"), hija del emperador de Gint-Senay cae misteriosamente en un estado sobrenatural en que si bien parece muerta, su cuerpo no se corrompe. Sus padres, en vez de sepultarla, la conservan en una torre aislada por fosos impenetrables en medio de un entorno paradisíaco. El príncipe de Florianda, Frayre de Joy ("hermano de alegría") oye hablar de la belleza de la muchacha y se enamora sin verla. Con la ayuda de la magia de Virgilio, el joven llega a la torre, entra e intercambia anillos con la joven dormida. También tiene relaciones sexuales con su cuerpo y la embaraza. Gracias a la ayuda de un pájaro que habla con enorme elocuencia regalado a Frayre de Joy por Virgilio, la muchacha es reanimada mágicamente y descubre que no sólo ha perdido su virginidad sino que ahora tiene un hijo ilegítimo. El pájaro finalmente la convence de casarse con Frayre de Joy. El hijo de ambos es llamado Joy de Plaser ("alegría de placer"). La boda se celebra fastuosamente y en presencia de reyes, emperadores, Virgilio, el Preste Juan y el papa.

## Autoría
El autor permanece anónimo. Respecto a él hay dos hipótesis en pugna. Según la primera sería un catalán que intentó escribir en occitano (lengua literaria prestigiosa en su época), según la segunda sería plenamente un occitano, pese a las irregularidades lingüísticas de su texto.

## Características de la obra
El relato es un claro antecedente del de la Bella durmiente. No es el único, ya que el tópico de la doncella durmiente despertada por un varón que se convierte en su esposo también aparece en el episodio de Zellandine y Troilo -en el Perceforest- y en el de Brianda y Blandín -en el Blandín de Cornualles-, pero es el primero, en la literatura europea, que lo presenta de manera independiente, y no el marco de un relato más amplio.
El relato es la historia de un amor predestinado, lo cual se evidencia ya desde los elementos lingüísticos, como la paridad de los nombres de los amantes (que se sintetizan luego en el nombre del hijo de ambos) y el intercambio de anillos con inscripciones previo a la violación del príncipe a la princesa. El anillo de ella tiene inscritas las palabras:
| Anell suy de Sor de Plaser,/Qui m'aura leys pora aver,/Per amor, ab plazer viven,/Can ach de joy pres complimen. | Soy el anillo de Sor de Plaser,/quien me tenga a ella podrá tener,/por amor, con vivo placer,/cuando haya cumplido su alegría. |

Por su parte, el del príncipe reza:
| Anell de Frayre de Joy suy,/Qui m'aura leys amaray,/No jes a guisa de vilan,/Mas com a fill de rey presan. | Soy el anillo de Frayre de Joy,/a quien me tenga amaré,/no a la manera de un pueblerino,/sino como el hijo de un rey. |